# لایانا
لایانا (به اسپانیایی: Layana) یک دهستان در اسپانیا است که در استان ساراگوسا واقع شده‌است. لایانا ۳ کیلومتر مربع مساحت و ۱۲۰ نفر جمعیت دارد.